# 室蘭市立常盤小学校
室蘭市立常盤小学校（むろらんしりつ ときわしょうがっこう）は、北海道室蘭市緑町にあった公立小学校。2023年8月より校舎の解体が決まる。

## 所在地
- 北海道室蘭市緑町15番16号

## 沿革
- 1876年（明治9年）
  - 9月15日 - 仮校舎にて、授業開始。
  - 11月15日 - 開校式を挙行し、常盤小学校と称す。
- 1878年（明治11年）8月20日 - 常盤町48番地に新校舎完成し、移転。
- 1898年（明治31年）1月11日 - 本町1番地に新校舎完成し、移転。
- 1907年（明治40年）9月15日 - 校旗制定。小学校が6学年編成となる。
- 1913年（大正2年）4月1日 - 室蘭女子尋常高等小学校と改称。単学制度確立。
- 1916年（大正5年）11月15日 - 電話設備設置。
- 1926年（大正15年）9月15日 - 開校50周年記念式典挙行。
- 1928年（昭和3年）12月24日 - 新校舎に復帰する。
- 1941年（昭和16年）4月1日 - 国民学校令により、室蘭女子高等国民学校と改称。
- 1945年（昭和20年）8月24日 - 児童登校・授業再開する。
- 1947年（昭和22年）3月11日 - 学校給食開始。
- 1949年（昭和24年）
  - 2月8日 - 女子国民学校離別式と分散式挙行。
  - 5月1日 - 室蘭市立常盤小学校と改称し、男女共学となる。通学区域も変更。
- 1962年（昭和37年）9月15日 - 校章制定。
- 1966年（昭和41年）12月20日 - 校舎移転。
- 1968年（昭和43年）9月15日 - 創立90周年式典挙行し、パレード開催。
- 1969年（昭和44年）3月27日 - 現在地に校舎移転作業。
- 1972年（昭和47年）4月1日 - ことばの教室開設。
- 1973年（昭和48年）4月28日 - 学校プール落成式。
- 1981年（昭和56年）9月15日 - 創立100周年記念式典と祝賀会挙行。
- 1986年（昭和61年）
  - 3月 - グラウンド照明完成。
  - 9月15日 - 創立110周年記念式典と祝賀会挙行。
- 1990年（平成2年）8月7日 - グラウンド後方治山工事開始（12月25日完成）。
- 1991年（平成3年）
  - 6月9日 - プールサイド改修工事。
  - 7月26日 - 校舎第一期工事（1棟目外枠・外壁・屋上）。
- 1992年（平成4年）
  - 7月20日 - 校舎第二期工事。
  - 12月4日 - 体育館内壁工事。
- 1993年（平成5年）10月12日 - 1棟3階にランチルームを主目的とした教室完成。
- 1994年（平成6年）8月25日 - 体育館内開設塗装。
- 1995年（平成7年）
  - 8月2日 - ガス配管工事と教室塗装作業実施。
  - 9月8日 - 普通教室のストーブを全て石油ストーブに切り替え。
- 1998年（平成10年）12月 - 2棟1階水呑場床改修工事。
- 2004年（平成16年）4月1日 - 特別支援学級「ひまわり学級」（知的障害）開級。
- 2005年（平成17年）4月1日 - 特別支援学級「たけのこ学級」（情緒障害）開級。
- 2006年（平成18年）
  - 8月 - バックネット・1階水呑場・2棟3階雨漏改修工事実施。
  - 9月17日 - 創立130周年記念式典と祝賀会挙行。
  - 10月 - 理科室と理科室準備室床改修工事。
  - 11月23日  - 常盤小130周年・武揚小100周年記念合同音楽会開催。
- 2007年（平成19年）8月17日 - 体育館ライン引き実施。
- 2008年（平成20年）
  - 1月 - スクール児童館改築工事。
  - 4月1日 - 常盤スクール児童館開設。
- 2010年（平成22年）4月17日 - 常盤小学校閉校記念事業協賛会設立。
- 2011年（平成23年）
  - 2月26日 - 閉校式挙行[1]。
  - 3月31日 - 武揚小学校に統合され、閉校。

## 学区
- 室蘭市南部の一部

## 周辺
- 緑町会館（公民館）
- 妙徳寺

## 立地
- 測量山の中腹に存在し、学校までは約400mほど坂道であり、登校時は1年生から6年生まで分け隔てなく坂道を上る為、必然的に足腰が鍛えられ「常盤坂」と呼ばれ、生徒や近隣住人にも親しまれていた。ただし、冬場の降雪時は車道がたびたび凍結する為、教師の私有車が登れなくなったりもした。

## アクセス
閉校時点のデータ
- JR室蘭本線室蘭駅から、車で約1.7km・約4分、徒歩約1.8km・約27分。
- 道南バス「室蘭観光協会前」バス停から、徒歩約1.1km・約16分。